# Torneo de Promoción y Reservas 2022
El Torneo de Promoción y Reservas de fútbol del Perú, 2022 fue la edición 12° de esta competición. Comenzó el 3 de junio. Se juega en paralelo al torneo de la Liga 1 2022 y Liga 2 2022.
Participaron los 32 clubes que integran los campeonatos profesionales de la Federación Peruana de Fútbol.

## Sistema de competición
El campeonato se jugará en un formato de dos ruedas, todos contra todos; en 4 grupos de 8 equipos definidos por cercanía geográfica. Uno de los grupos será integrado por los clubes de Lima Metropolitana y el Callao. Cada grupo se jugará en el sistema de todos contra todos ida y vuelta durante 14 jornadas. Los dos primeros de cada grupo clasificarán a los cuartos de final que serán disputados en partidos de ida y vuelta, mientras que las semifinales y final se disputarán a partido único.
El equipo Campeón del torneo otorgará dos puntos a su equipo titular en la Liga 1 2022 o Liga 2 2022. A su vez, el equipo Subcampeón otorgará un punto.

## Equipos

### Equipos de la temporada actual
| Equipos de la temporada 2022 | Equipos de la temporada 2022 | Equipos de la temporada 2022 | Equipos de la temporada 2022 |
| Grupo A (Norte)              | Grupo B (Lima y Callao)      | Grupo C (Sur)                | Grupo D (Centro)             |
| ---------------------------- | ---------------------------- | ---------------------------- | ---------------------------- |
| Alianza Atlético             | Alianza Lima                 | Ayacucho FC                  | ADT                          |
| Atlético Grau                | Academia Cantolao            | Alfonso Ugarte               | Alianza Universidad          |
| Carlos A. Mannucci           | Deportivo Coopsol            | Deportivo Binacional         | Comerciantes Unidos          |
| Carlos Stein                 | Deportivo Municipal          | Cienciano                    | Deportivo Llacuabamba        |
| Juan Aurich                  | Sporting Cristal             | Cusco FC                     | Sport Huancayo               |
| Pirata F.C.                  | Sport Boys                   | FBC Melgar                   | Unión Comercio               |
| Sport Chavelines             | Universidad San Martín       | Los Chankas                  | Unión Huaral                 |
| Universidad César Vallejo    | Universitario                | Santos F.C.                  | UTC                          |

     Clubes de la Liga 1 2022.

     Clubes de la Liga 2 2022.

     Descalificado tras no presentarse durante dos jornadas consecutivas (Fecha 08 & 09).

## Grupo A
| Pos. | Equipo                    | Pts. | PJ | G  | E | P  | GF | GC | Dif. | Clasificación |
| ---- | ------------------------- | ---- | -- | -- | - | -- | -- | -- | ---- | ------------- |
| 1    | Universidad César Vallejo | 36   | 14 | 11 | 3 | 0  | 39 | 10 | +29  | Fase final    |
| 2    | Carlos Stein              | 27   | 14 | 8  | 3 | 3  | 26 | 13 | +13  | Fase final    |
| 3    | Alianza Atlético          | 22   | 14 | 6  | 4 | 4  | 30 | 27 | +3   |               |
| 4    | Atlético Grau             | 22   | 14 | 6  | 4 | 4  | 27 | 24 | +3   |               |
| 5    | Carlos A. Mannucci        | 21   | 14 | 5  | 6 | 3  | 26 | 16 | +10  |               |
| 6    | Pirata FC                 | 14   | 14 | 3  | 5 | 6  | 21 | 25 | −4   |               |
| 7    | Juan Aurich               | 12   | 14 | 3  | 3 | 8  | 16 | 27 | −11  |               |
| 8    | Sport Chavelines          | 0    | 14 | 0  | 0 | 14 | 0  | 42 | −42  | Retirado      |

Actualizado a los partidos jugados el 25 de julio de 2022.
 Fuente: FPF

### Resultados
- Los horarios corresponden al huso horario de Perú: (UTC-5).

| Sport Chavelines          | 0 - 2 (0 - 3) | Carlos Stein       | Pacasmayo       | Pacasmayo | 5 de junio | 15:30 |
| Juan Aurich               | 1 - 1         | Atlético Grau      | VIDENA Chiclayo | Chiclayo  | 7 de junio | 10:00 |
| Universidad César Vallejo | 1 - 1         | Carlos A. Mannucci | Villa Poeta     | Trujillo  | 7 de junio | 11:00 |
| Alianza Atlético          | 3 - 3         | Pirata FC          | Melanio Coloma  | Sullana   | 7 de junio | 11:30 |

| Carlos Stein       | 3 - 0 | Juan Aurich               | La Revancha      | Chiclayo | 11 de junio | 15:00 |
| Atlético Grau      | 4 - 1 | Alianza Atlético          | Municipal Bernal | Bernal   | 12 de junio | 13:00 |
| Carlos A. Mannucci | 5 - 0 | Sport Chavelines          | El Porvenir      | Trujillo | 13 de junio | 10:00 |
| Pirata FC          | 0 - 2 | Universidad César Vallejo | VIDENA Chiclayo  | Chiclayo | 13 de junio | 10:30 |

| Carlos Stein              | 2 - 2         | Atlético Grau      | La Revancha  | Chiclayo   | 17 de junio | 15:00 |
| Universidad César Vallejo | 3 - 1         | Alianza Atlético   | Villa Poeta  | Trujillo   | 18 de junio | 10:00 |
| Sport Chavelines          | 0 - 1 (0 - 3) | Pirata FC          | Pacasmayo    | Pacasmayo  | 18 de junio | 15:30 |
| Juan Aurich               | 0 - 0         | Carlos A. Mannucci | César Flores | Lambayeque | 19 de junio | 12:30 |

| Alianza Atlético   | 2 - 1 (3 - 0) | Sport Chavelines          | Melanio Coloma   | Sullana  | 21 de junio | 11:30 |
| Atlético Grau      | 0 - 3         | Universidad César Vallejo | Municipal Bernal | Bernal   | 21 de junio | 13:00 |
| Carlos A. Mannucci | 1 - 0         | Carlos Stein              | El Porvenir      | Trujillo | 22 de junio | 11:00 |
| Pirata FC          | 0 - 2         | Juan Aurich               | VIDENA Chiclayo  | Chiclayo | 22 de junio | 15:30 |

| Carlos Stein       | 0 - 0 | Pirata FC                 | La Revancha     | Chiclayo  | 25 de junio  | 11:00 |
| Sport Chavelines   | 0 - 3 | Universidad César Vallejo | Pacasmayo       | Pacasmayo | 26 de junio  | 11:00 |
| Carlos A. Mannucci | 2 - 2 | Atlético Grau             | El Porvenir     | Trujillo  | 10 de agosto | 10:00 |
| Juan Aurich        | 3 - 3 | Alianza Atlético          | VIDENA Chiclayo | Chiclayo  | 10 de agosto | 11:00 |

| Pirata FC                 | 1 - 1         | Carlos A. Mannucci | VIDENA Chiclayo | Chiclayo  | 1 de julio | 11:00 |
| Universidad César Vallejo | 3 - 0         | Juan Aurich        | Villa Poeta     | Trujillo  | 2 de julio | 10:00 |
| Sport Chavelines          | 1 - 0 (0 - 3) | Atlético Grau      | Pacasmayo       | Pacasmayo | 3 de julio | 11:00 |
| Alianza Atlético          | 2 - 5         | Carlos Stein       | Melanio Coloma  | Sullana   | 4 de julio | 13:00 |

| Juan Aurich        | 2 - 0 (3 - 0) | Sport Chavelines          | VIDENA Chiclayo  | Chiclayo | 8 de julio  | 10:00 |
| Carlos A. Mannucci | 3 - 1         | Alianza Atlético          | El Porvenir      | Trujillo | 8 de julio  | 11:00 |
| Carlos Stein       | 2 - 2         | Universidad César Vallejo | La Revancha      | Chiclayo | 9 de julio  | 15:00 |
| Atlético Grau      | 3 - 2         | Pirata FC                 | Municipal Bernal | Bernal   | 12 de julio | 11:00 |

| Atlético Grau      | 3 - 2 | Juan Aurich               | Municipal Bernal | Bernal   | 17 de julio | 11:00     |
| Carlos A. Mannucci | 1 - 2 | Universidad César Vallejo | El Porvenir      | Trujillo | 18 de julio | 11:00     |
| Pirata FC          | 1 - 1 | Alianza Atlético          | VIDENA Chiclayo  | Chiclayo | 18 de julio | 15:00     |
| Carlos Stein       | 3 - 0 | Sport Chavelines          | La Revancha      | Chiclayo | Cancelado   | Cancelado |

| Juan Aurich               | 0 - 1 | Carlos Stein       | VIDENA Chiclayo | Chiclayo     | 22 de julio | 10:00     |
| Alianza Atlético          | 1 - 0 | Atlético Grau      | 2 de Febrero    | Querecotillo | 22 de julio | 13:00     |
| Universidad César Vallejo | 6 - 1 | Pirata F.C.        | Villa Poeta     | Trujillo     | 23 de julio | 10:00     |
| Sport Chavelines          | 0 - 3 | Carlos A. Mannucci | Pacasmayo       | Pacasmayo    | Cancelado   | Cancelado |

| Atlético Grau      | 0 - 4 | Carlos Stein              | Municipal Bernal | Bernal       | 1 de agosto | 11:00     |
| Carlos A. Mannucci | 3 - 1 | Juan Aurich               | El Porvenir      | Trujillo     | 1 de agosto | 11:00     |
| Alianza Atlético   | 2 - 2 | Universidad César Vallejo | 2 de Febrero     | Querecotillo | 1 de agosto | 13:00     |
| Pirata F.C.        | 3 - 0 | Sport Chavelines          | VIDENA Chiclayo  | Chiclayo     | Cancelado   | Cancelado |

| Juan Aurich               | 0 - 2 | Pirata F.C.        | VIDENA Chiclayo | Chiclayo  | 5 de agosto | 10:00     |
| Universidad César Vallejo | 2 - 1 | Atlético Grau      | Villa Poeta     | Trujillo  | 6 de agosto | 10:00     |
| Carlos Stein              | 2 - 1 | Carlos A. Mannucci | La Revancha     | Chiclayo  | 6 de agosto | 11:00     |
| Sport Chavelines          | 0 - 3 | Alianza Atlético   | Pacasmayo       | Pacasmayo | Cancelado   | Cancelado |

| Atlético Grau             | 2 - 2 | Carlos A. Mannucci | Municipal Bernal | Bernal       |           |           |
| Alianza Atlético          | 2 - 0 | Juan Aurich        | 2 de Febrero     | Querecotillo |           |           |
| Pirata F.C.               | 0 - 1 | Carlos Stein       | VIDENA Chiclayo  | Chiclayo     |           |           |
| Universidad César Vallejo | 3 - 0 | Sport Chavelines   | Villa Poeta      | Trujillo     | Cancelado | Cancelado |

| Juan Aurich        | 1 - 6 | Universidad César Vallejo | VIDENA Chiclayo  | Chiclayo |           |           |
| Carlos Stein       | 0 - 3 | Alianza Atlético          | La Revancha      | Chiclayo |           |           |
| Carlos A. Mannucci | 2 - 2 | Pirata F.C.               | El Porvenir      | Trujillo |           |           |
| Atlético Grau      | 3 - 0 | Sport Chavelines          | Municipal Bernal | Bernal   | Cancelado | Cancelado |

| Pirata F.C.               | 2 - 3 | Atlético Grau      | VIDENA Chiclayo | Chiclayo     | 26 de agosto | 15:00     |
| Universidad César Vallejo | 2 - 1 | Carlos Stein       | Villa Poeta     | Trujillo     | 27 de agosto | 10:00     |
| Alianza Atlético          | 3 - 2 | Carlos A. Mannucci | 2 de Febrero    | Querecotillo | 27 de agosto | 13:00     |
| Sport Chavelines          | 0 - 3 | Juan Aurich        | Pacasmayo       | Pacasmayo    | Cancelado    | Cancelado |

## Grupo B
| Pos. | Equipo                 | Pts. | PJ | G  | E | P  | GF | GC | Dif. | Clasificación |
| ---- | ---------------------- | ---- | -- | -- | - | -- | -- | -- | ---- | ------------- |
| 1    | Universitario          | 33   | 14 | 10 | 3 | 1  | 31 | 13 | +18  | Fase final    |
| 2    | Alianza Lima           | 30   | 16 | 9  | 3 | 4  | 16 | 9  | +7   | Fase final    |
| 3    | Sporting Cristal       | 25   | 14 | 7  | 4 | 3  | 22 | 15 | +7   |               |
| 4    | Sport Boys             | 24   | 14 | 8  | 0 | 6  | 30 | 21 | +9   |               |
| 5    | Deportivo Municipal    | 17   | 14 | 5  | 2 | 7  | 15 | 20 | −5   |               |
| 6    | Academia Cantolao      | 16   | 14 | 4  | 4 | 6  | 21 | 25 | −4   |               |
| 7    | Universidad San Martín | 9    | 14 | 2  | 3 | 9  | 19 | 35 | −16  |               |
| 8    | Deportivo Coopsol      | 7    | 14 | 2  | 1 | 11 | 14 | 29 | −15  |               |

Actualizado a los partidos jugados el 26 de agosto de 2022.
 Fuente: FPF

### Resultados
- Los horarios corresponden al huso horario de Perú: (UTC-5).

| Sport Boys        | 0 - 2 | Alianza Lima           | Facundo Ramírez  | Ventanilla | 3 de junio | 15:00 |
| Academia Cantolao | 2 - 1 | Deportivo Municipal    | Leoncio Prado    | Lima       | 4 de junio | 9:00  |
| Universitario     | 2 - 1 | Universidad San Martín | Campo Mar - U    | Lima       | 4 de junio | 10:30 |
| Sporting Cristal  | 2 - 0 | Deportivo Coopsol      | Alberto Gallardo | Lima       | 4 de junio | 11:00 |

| Deportivo Coopsol      | 1 - 4 | Sport Boys        | Facundo Ramírez      | Ventanilla | 10 de junio | 11:00 |
| Alianza Lima           | 3 - 0 | Universitario     | AELU                 | Lima       | 10 de junio | 11:00 |
| Deportivo Municipal    | 0 - 2 | Sporting Cristal  | Complejo EGB         | Lima       | 10 de junio | 15:00 |
| Universidad San Martín | 2 - 2 | Academia Cantolao | Villa Deportiva USMP | Lima       | 11 de junio | 11:00 |

| Academia Cantolao | 1 - 1 | Universitario          | Leoncio Prado   | Lima       | 17 de junio | 9:00  |
| Sport Boys        | 5 - 0 | Deportivo Municipal    | Facundo Ramírez | Ventanilla | 17 de junio | 11:00 |
| Deportivo Coopsol | 0 - 1 | Alianza Lima           | Facundo Ramírez | Ventanilla | 18 de junio | 11:00 |
| Sporting Cristal  | 2 - 0 | Universidad San Martín | La Florida      | Lima       | 18 de junio | 15:00 |

| Deportivo Municipal    | 1 - 0 | Deportivo Coopsol | Complejo EGB         | Lima | 21 de junio | 15:00 |
| Universidad San Martín | 2 - 4 | Sport Boys        | Villa Deportiva USMP | Lima | 22 de junio | 11:00 |
| Universitario          | 2 - 1 | Sporting Cristal  | Campo Mar - U        | Lima | 22 de junio | 14:30 |
| Alianza Lima           | 2 - 0 | Academia Cantolao | AELU                 | Lima | 23 de junio | 11:00 |

| Sporting Cristal    | 3 - 3 | Academia Cantolao      | La Florida      | Lima       | 26 de junio | 10:00 |
| Sport Boys          | 1 - 2 | Universitario          | Facundo Ramírez | Ventanilla | 26 de junio | 11:00 |
| Deportivo Municipal | 0 - 0 | Alianza Lima           | Complejo EGB    | Lima       | 27 de junio | 10:00 |
| Deportivo Coopsol   | 2 - 3 | Universidad San Martín | Facundo Ramírez | Ventanilla | 28 de junio | 11:00 |

| Universidad San Martín | 2 - 1 | Deportivo Municipal | Villa Deportiva USMP | Lima | 1 de julio | 11:00 |
| Universitario          | 3 - 0 | Deportivo Coopsol   | Campo Mar - U        | Lima | 1 de julio | 14:30 |
| Sporting Cristal       | 1 - 2 | Alianza Lima        | La Florida           | Lima | 1 de julio | 15:00 |
| Academia Cantolao      | 3 - 2 | Sport Boys          | Leoncio Prado        | Lima | 2 de julio | 15:30 |

| Alianza Lima        | 3 - 0 | Universidad San Martín | AELU            | Lima       | 8 de julio  | 11:00 |
| Deportivo Municipal | 1 - 3 | Universitario          | Complejo EGB    | Lima       | 9 de julio  | 10:00 |
| Sport Boys          | 1 - 0 | Sporting Cristal       | Facundo Ramírez | Ventanilla | 10 de julio | 11:00 |
| Deportivo Coopsol   | 2 - 0 | Academia Cantolao      | Facundo Ramírez | Ventanilla | 11 de julio | 11:00 |

| Deportivo Municipal    | 1 - 0 | Academia Cantolao | Complejo EGB         | Lima       | 15 de julio | 10:00 |
| Universidad San Martín | 1 - 5 | Universitario     | Villa Deportiva USMP | Lima       | 15 de julio | 11:00 |
| Alianza Lima           | 2 - 0 | Sport Boys        | AELU                 | Lima       | 18 de julio | 10:30 |
| Deportivo Coopsol      | 2 - 3 | Sporting Cristal  | Facundo Ramírez      | Ventanilla | 18 de julio | 11:00 |

| Academia Cantolao | 1 - 1 | Universidad San Martín | Leoncio Prado   | Lima       | 22 de julio | 9:00  |
| Sport Boys        | 1 - 0 | Deportivo Coopsol      | Facundo Ramírez | Ventanilla | 22 de julio | 11:00 |
| Universitario     | 2 - 2 | Alianza Lima           | Campo Mar - U   | Lima       | 23 de julio | 14:30 |
| Sporting Cristal  | 0 - 0 | Deportivo Municipal    | La Florida      | Lima       | 23 de julio | 15:00 |

| Deportivo Municipal    | 3 - 0 | Sport Boys        | Complejo EGB         | Lima | 30 de julio | 10:00 |
| Universidad San Martín | 2 - 3 | Sporting Cristal  | Villa Deportiva USMP | Lima | 30 de julio | 11:00 |
| Universitario          | 3 - 1 | Academia Cantolao | Campo Mar - U        | Lima | 30 de julio | 14:30 |
| Alianza Lima           | 0 - 1 | Deportivo Coopsol | Alejandro Villanueva | Lima | 30 de julio | 15:00 |

| Sport Boys        | 3 - 0 | Universidad San Martín | Facundo Ramírez | Ventanilla | 5 de agosto | 11:00 |
| Academia Cantolao | 1 - 0 | Alianza Lima           | Leoncio Prado   | Lima       | 5 de agosto | 9:00  |
| Sporting Cristal  | 0 - 0 | Universitario          | La Florida      | Lima       | 5 de agosto | 11:00 |
| Deportivo Coopsol | 1 - 3 | Deportivo Municipal    | Facundo Ramírez | Ventanilla | 8 de agosto | 11:00 |

| Academia Cantolao      | 1 - 2 | Sporting Cristal    | Leoncio Prado        | Lima | 12 de agosto | 9:00  |
| Alianza Lima           | 1 - 0 | Deportivo Municipal | AELU                 | Lima | 12 de agosto | 11:00 |
| Universidad San Martín | 2 - 2 | Deportivo Coopsol   | Villa Deportiva USMP | Lima | 12 de agosto | 11:00 |
| Universitario          | 1 - 4 | Sport Boys          | Campo Mar - U        | Lima | 13 de agosto | 11:00 |

| Sport Boys          | 3 - 2 | Academia Cantolao      | Facundo Ramírez | Ventanilla |  |  |
| Deportivo Coopsol   | 0 - 2 | Universitario          | Facundo Ramírez | Ventanilla |  |  |
| Deportivo Municipal | 3 - 2 | Universidad San Martín | Complejo EGB    | Lima       |  |  |
| Alianza Lima        | 0 - 0 | Sporting Cristal       | AELU            | Lima       |  |  |

| Academia Cantolao      | 4 - 3 | Deportivo Coopsol   | Leoncio Prado    | Lima | 26 de agosto | 9:00  |
| Sporting Cristal       | 3 - 2 | Sport Boys          | Alberto Gallardo | Lima | 26 de agosto | 11:00 |
| Universidad San Martín | 1 - 2 | Alianza Lima        | Villa Deportiva  | Lima | 26 de agosto | 11:00 |
| Universitario          | 2 - 1 | Deportivo Municipal | Campo Mar - U    | Lima | 26 de agosto | 11:45 |

## Grupo C
| Pos. | Equipo               | Pts. | PJ | G  | E | P  | GF | GC | Dif. | Clasificación |
| ---- | -------------------- | ---- | -- | -- | - | -- | -- | -- | ---- | ------------- |
| 1    | FBC Melgar           | 36   | 14 | 11 | 3 | 0  | 52 | 12 | +40  | Fase final    |
| 2    | Ayacucho FC          | 30   | 14 | 9  | 3 | 2  | 38 | 13 | +25  | Fase final    |
| 3    | Cienciano            | 30   | 14 | 9  | 3 | 2  | 32 | 14 | +18  |               |
| 4    | Santos FC            | 18   | 14 | 5  | 3 | 6  | 11 | 20 | −9   |               |
| 5    | Cusco FC             | 16   | 14 | 5  | 1 | 8  | 19 | 40 | −21  |               |
| 6    | Deportivo Binacional | 12   | 14 | 3  | 3 | 8  | 20 | 33 | −13  |               |
| 7    | Los Chankas          | 10   | 14 | 3  | 1 | 10 | 11 | 30 | −19  |               |
| 8    | Alfonso Ugarte       | 7    | 14 | 2  | 1 | 11 | 6  | 31 | −25  |               |

Actualizado a los partidos jugados el 20 de agosto de 2022.
 Fuente: FPF

### Resultados
- Los horarios corresponden al huso horario de Perú: (UTC-5).

| Ayacucho FC    | 2 - 1 | Santos FC            | Ciudad de Cumaná | Ayacucho    | 4 de junio | 13:00 |
| FBC Melgar     | 6 - 2 | Deportivo Binacional | Monumental UNSA  | Arequipa    | 4 de junio | 15:00 |
| Los Chankas    | 2 - 0 | Cusco FC             | Los Chankas      | Andahuaylas | 4 de junio | 15:30 |
| Alfonso Ugarte | 0 - 3 | Cienciano            | Monumental UNA   | Puno        | 5 de junio | 15:00 |

| Cusco FC             | 3 - 1 | Alfonso Ugarte | Complejo Deportivo | Oropesa | 11 de junio | 9:30  |
| Santos FC            | 2 - 0 | Los Chankas    | Municipal Nasca    | Ica     | 11 de junio | 13:00 |
| Cienciano            | 1 - 1 | FBC Melgar     | Cajonahuaylla      | Cusco   | 12 de junio | 13:00 |
| Deportivo Binacional | 0 - 2 | Ayacucho FC    | Guillermo Briceño  | Juliaca | 12 de junio | 15:00 |

| Cusco FC       | 1 - 2 | Cienciano            | Complejo Deportivo | Oropesa     | 18 de junio | 10:00 |
| Los Chankas    | 0 - 1 | Deportivo Binacional | Los Chankas        | Andahuaylas | 18 de junio | 15:00 |
| Alfonso Ugarte | 1 - 0 | Santos FC            | Monumental UNA     | Puno        | 19 de junio | 11:00 |
| Ayacucho FC    | 2 - 2 | FBC Melgar           | Ciudad de Cumaná   | Ayacucho    | 20 de junio | 11:30 |

| Santos FC            | 2 - 0 | Cusco FC       | Municipal Nasca   | Ica      | 22 de junio | 13:00 |
| Deportivo Binacional | 1 - 1 | Alfonso Ugarte | Guillermo Briceño | Juliaca  | 22 de junio | 15:00 |
| Cienciano            | 1 - 0 | Ayacucho FC    | Cajonahuaylla     | Cusco    | 23 de junio | 15:00 |
| FBC Melgar           | 6 - 0 | Los Chankas    | Monumental UNSA   | Arequipa | 23 de junio | 15:00 |

| Cusco FC       | 3 - 2 | Deportivo Binacional | Complejo Deportivo | Oropesa     | 26 de junio  | 10:00 |
| Alfonso Ugarte | 0 - 1 | FBC Melgar           | Monumental UNA     | Puno        | 26 de junio  | 10:00 |
| Santos FC      | 2 - 1 | Cienciano            | Municipal Nasca    | Ica         | 26 de junio  | 11:00 |
| Los Chankas    | 0 - 3 | Ayacucho FC          | Los Chankas        | Andahuaylas | 10 de agosto | 15:30 |

| Ayacucho FC          | 3 - 0 | Alfonso Ugarte | Ciudad de Cumaná  | Ayacucho    | 1 de julio | 12:00 |
| FBC Melgar           | 5 - 1 | Cusco FC       | Monumental UNSA   | Arequipa    | 1 de julio | 13:00 |
| Deportivo Binacional | 0 - 0 | Santos FC      | Guillermo Briceño | Juliaca     | 2 de julio | 15:00 |
| Los Chankas          | 0 - 3 | Cienciano      | Los Chankas       | Andahuaylas | 4 de julio | 15:30 |

| Cusco FC       | 1 - 9 | Ayacucho FC          | Complejo Deportivo        | Oropesa | 9 de julio  | 10:00 |
| Alfonso Ugarte | 1 - 0 | Los Chankas          | Monumental UNA            | Puno    | 9 de julio  | 11:00 |
| Cienciano      | 4 - 1 | Deportivo Binacional | Inca Garcilaso de la Vega | Cusco   | 9 de julio  | 13:00 |
| Santos FC      | 1 - 3 | FBC Melgar           | Municipal Nasca           | Ica     | 10 de julio | 13:00 |

| Cusco FC             | 2 - 0 | Los Chankas    | Complejo Deportivo   | Oropesa | 16 de julio | 10:00 |
| Cienciano            | 3 - 0 | Alfonso Ugarte | Garcilaso de la Vega | Cusco   | 16 de julio | 11:00 |
| Santos FC            | 1 - 1 | Ayacucho FC    | Municipal Nasca      | Ica     | 16 de julio | 13:00 |
| Deportivo Binacional | 1 - 4 | FBC Melgar     | Guillermo Briceño    | Juliaca | 17 de julio | 15:00 |

| Ayacucho FC    | 3 - 0 | Deportivo Binacional | Ciudad de Cumaná | Ayacucho    | 22 de julio | 11:30 |
| Alfonso Ugarte | 2 - 3 | Cusco FC             | Monumental UNA   | Puno        | 23 de julio | 11:00 |
| FBC Melgar     | 4 - 0 | Cienciano            | Monumental UNSA  | Arequipa    | 23 de julio | 15:00 |
| Los Chankas    | 0 - 0 | Santos FC            | Los Chankas      | Andahuaylas | 23 de julio | 15:30 |

| -FBC Melgar          | 2 - 2 | Ayacucho FC    | Monumental UNSA      | Arequipa | 29 de julio | 12:30 |
| Santos FC            | 1 - 0 | Alfonso Ugarte | Municipal Nasca      | Ica      | 30 de julio | 13:00 |
| Cienciano            | 1 - 1 | Cusco FC       | Garcilaso de la Vega | Cusco    | 31 de julio | 13:00 |
| Deportivo Binacional | 2 - 3 | Los Chankas    | Guillermo Briceño    | Juliaca  | 31 de julio | 15:00 |

| Ayacucho FC    | 0 - 3 | Cienciano            | Ciudad de Cumaná   | Ayacucho    | 5 de agosto | 12:00 |
| Cusco FC       | 1 - 0 | Santos FC            | Complejo Deportivo | Oropesa     | 6 de agosto | 10:00 |
| Los Chankas    | 1 - 2 | FBC Melgar           | Los Chankas        | Andahuaylas | 6 de agosto | 15:30 |
| Alfonso Ugarte | 0 - 3 | Deportivo Binacional | Monumental UNA     | Puno        | 8 de agosto | 15:00 |

| Cienciano            | 3 - 0 | Santos FC      | Cajonahuaylla     | Cusco    |  |  |
| Deportivo Binacional | 6 - 3 | Cusco FC       | Guillermo Briceño | Juliaca  |  |  |
| Ayacucho FC          | 3 - 2 | Los Chankas    | Ciudad de Cumaná  | Ayacucho |  |  |
| FBC Melgar           | 6 - 0 | Alfonso Ugarte | Monumental UNSA   | Arequipa |  |  |

| Cusco FC       | 1 - 2 | FBC Melgar           | Complejo Deportivo | Oropesa |  |  |
| Alfonso Ugarte | 0 - 2 | Ayacucho FC          | Modelo Ilave       | Ilave   |  |  |
| Cienciano      | 4 - 1 | Los Chankas          | Cajonahuaylla      | Cusco   |  |  |
| Santos FC      | 1 - 0 | Deportivo Binacional | Municipal Nasca    | Ica     |  |  |

| FBC Melgar           | 8 - 0 | Santos FC      | Monumental UNSA                     | Arequipa    | 26 de agosto | 16:00 |
| Los Chankas          | 2 - 0 | Alfonso Ugarte | Los Chankas                         | Andahuaylas | 27 de agosto | 15:30 |
| Ayacucho FC          | 6 - 0 | Cusco FC       | El Libertador                       | Ayacucho    | 28 de agosto | 15:00 |
| Deportivo Binacional | 3 - 3 | Cienciano      | Polideportivo Municipal de Azángaro | Azángaro    | 28 de agosto | 15:00 |

## Grupo D
| Pos. | Equipo                | Pts. | PJ | G  | E | P  | GF | GC | Dif. | Clasificación |
| ---- | --------------------- | ---- | -- | -- | - | -- | -- | -- | ---- | ------------- |
| 1    | Sport Huancayo        | 37   | 14 | 12 | 1 | 1  | 37 | 11 | +26  | Fase final    |
| 2    | UTC                   | 25   | 14 | 7  | 4 | 3  | 27 | 20 | +7   | Fase final    |
| 3    | ADT                   | 22   | 14 | 6  | 4 | 4  | 35 | 25 | +10  |               |
| 4    | Alianza Universidad   | 22   | 14 | 6  | 4 | 4  | 22 | 25 | −3   |               |
| 5    | Deportivo Llacuabamba | 18   | 14 | 6  | 0 | 8  | 26 | 24 | +2   |               |
| 6    | Unión Comercio        | 14   | 14 | 4  | 2 | 8  | 19 | 27 | −8   |               |
| 7    | Unión Huaral          | 14   | 14 | 4  | 2 | 8  | 18 | 26 | −8   |               |
| 8    | Comerciantes Unidos   | 6    | 14 | 1  | 3 | 10 | 13 | 39 | −26  |               |

Actualizado a los partidos jugados el 25 de julio de 2022.
 Fuente: FPF

### Resultados
- Los horarios corresponden al huso horario de Perú: (UTC-5).

| Unión Comercio      | 0 - 2 | Sport Huancayo        | Carlos Vidaurre   | Tarapoto | 4 de junio | 13:00 |
| Unión Huaral        | 0 - 0 | ADT                   | Julio Lores Colán | Huaral   | 5 de junio | 11:30 |
| Alianza Universidad | 1 - 0 | Deportivo Llacuabamba | Heraclio Tapia    | Huánuco  | 5 de junio | 13:30 |
| Comerciantes Unidos | 0 - 4 | UTC                   | Juan Maldonado    | Cutervo  | 7 de junio | 15:30 |

| Sport Huancayo        | 2 - 1 | Unión Huaral        | Monumental Jauja    | Jauja     | 10 de junio | 11:00 |
| Deportivo Llacuabamba | 4 - 0 | Comerciantes Unidos | Municipal de Otuzco | Otuzco    | 11 de junio | 11:30 |
| ADT                   | 1 - 1 | Alianza Universidad | Unión Tarma         | Tarma     | 12 de junio | 15:30 |
| UTC                   | 3 - 0 | Unión Comercio      | Héroes de San Ramón | Cajamarca | 13 de junio | 15:30 |

| Sport Huancayo      | 3 - 1 | ADT                   | Monumental Jauja  | Jauja    | 18 de junio | 11:00 |
| Unión Comercio      | 3 - 0 | Deportivo Llacuabamba | Carlos Vidaurre   | Tarapoto | 18 de junio | 13:00 |
| Comerciantes Unidos | 1 - 1 | Alianza Universidad   | Juan Maldonado    | Cutervo  | 18 de junio | 15:30 |
| Unión Huaral        | 1 - 1 | UTC                   | Julio Lores Colán | Huaral   | 19 de junio | 12:00 |

| Deportivo Llacuabamba | 3 - 1 | Unión Huaral        | Municipal de Otuzco | Otuzco    | 22 de junio | 10:00 |
| Alianza Universidad   | 2 - 0 | Unión Comercio      | Heraclio Tapia      | Huánuco   | 22 de junio | 13:30 |
| ADT                   | 7 - 1 | Comerciantes Unidos | Unión Tarma         | Tarma     | 22 de junio | 15:00 |
| UTC                   | 2 - 1 | Sport Huancayo      | Héroes de San Ramón | Cajamarca | 23 de junio | 15:30 |

| Unión Huaral   | 2 - 1 | Alianza Universidad   | Julio Lores Colán   | Huaral    | 26 de junio  | 11:00 |
| Unión Comercio | 1 - 0 | Comerciantes Unidos   | Carlos Vidaurre     | Tarapoto  | 27 de junio  | 13:00 |
| Sport Huancayo | 1 - 0 | Deportivo Llacuabamba | Monumental Jauja    | Jauja     | 10 de agosto | 11:00 |
| UTC            | 3 - 3 | ADT                   | Héroes de San Ramón | Cajamarca | 10 de agosto | 12:00 |

| Unión Comercio        | 2 - 2 | ADT            | Carlos Vidaurre     | Tarapoto | 2 de julio | 13:00 |
| Alianza Universidad   | 1 - 3 | Sport Huancayo | Heraclio Tapia      | Huánuco  | 2 de julio | 13:00 |
| Comerciantes Unidos   | 2 - 0 | Unión Huaral   | Juan Maldonado      | Cutervo  | 2 de julio | 15:30 |
| Deportivo Llacuabamba | 2 - 3 | UTC            | Municipal de Otuzco | Otuzco   | 3 de julio | 10:00 |

| Sport Huancayo | 4 - 0 | Comerciantes Unidos   | Monumental Jauja    | Jauja     | 9 de julio  | 11:00 |
| Unión Huaral   | 1 - 0 | Unión Comercio        | Julio Lores Colán   | Huaral    | 10 de julio | 11:00 |
| ADT            | 3 - 1 | Deportivo Llacuabamba | Unión Tarma         | Tarma     | 10 de julio | 12:00 |
| UTC            | 1 - 1 | Alianza Universidad   | Héroes de San Ramón | Cajamarca | 11 de julio | 15:30 |

| Sport Huancayo        | 4 - 1 | Unión Comercio      | Monumental Jauja    | Jauja     | 15 de julio | 11:00 |
| Deportivo Llacuabamba | 7 - 1 | Alianza Universidad | Municipal de Otuzco | Otuzco    | 16 de julio | 10:00 |
| ADT                   | 4 - 2 | Unión Huaral        | Unión Tarma         | Tarma     | 16 de julio | 15:00 |
| UTC                   | 1 - 0 | Comerciantes Unidos | Héroes de San Ramón | Cajamarca | 18 de julio | 12:30 |

| Comerciantes Unidos | 0 - 1 | Deportivo Llacuabamba | Juan Maldonado    | Cutervo  | 23 de julio | 12:00 |
| Unión Comercio      | 5 - 0 | UTC                   | Carlos Vidaurre   | Tarapoto | 24 de julio | 9:00  |
| Alianza Universidad | 2 - 1 | ADT                   | Heraclio Tapia    | Huánuco  | 24 de julio | 11:00 |
| Unión Huaral        | 1 - 3 | Sport Huancayo        | Julio Lores Colán | Huaral   | 24 de julio | 12:00 |

| UTC                   | 1 - 0 | Unión Huaral        | Héroes de San Ramón | Cajamarca | 29 de julio | 15:30 |
| Deportivo Llacuabamba | 3 - 0 | Unión Comercio      | Municipal de Otuzco | Otuzco    | 30 de julio | 10:00 |
| ADT                   | 0 - 3 | Sport Huancayo      | Unión Tarma         | Tarma     | 30 de julio | 15:00 |
| Alianza Universidad   | 3 - 2 | Comerciantes Unidos | Heraclio Tapia      | Huánuco   | 31 de julio | 13:00 |

| Unión Huaral        | 2 - 1 | Deportivo Llacuabamba | Julio Lores Colán | Huaral   | 6 de agosto | 11:00 |
| Sport Huancayo      | 4 - 1 | UTC                   | Monumental Jauja  | Jauja    | 6 de agosto | 11:00 |
| Comerciantes Unidos | 2 - 5 | ADT                   | Juan Maldonado    | Cutervo  | 6 de agosto | 12:00 |
| Unión Comercio      | 2 - 3 | Alianza Universidad   | Carlos Vidaurre   | Tarapoto | 7 de agosto | 9:00  |

| Alianza Universidad   | 3 - 1 | Unión Huaral   | Heraclio Tapia      | Huánuco |  |  |
| Deportivo Llacuabamba | 1 - 3 | Sport Huancayo | Municipal de Otuzco | Otuzco  |  |  |
| ADT                   | 2 - 1 | UTC            | Unión Tarma         | Tarma   |  |  |
| Comerciantes Unidos   | 2 - 2 | Unión Comercio | Juan Maldonado      | Cutervo |  |  |

| UTC            | 4 - 0 | Deportivo Llacuabamba | Héroes de San Ramón | Cajamarca |  |  |
| Sport Huancayo | 3 - 1 | Alianza Universidad   | Monumental Jauja    | Jauja     |  |  |
| Unión Huaral   | 5 - 2 | Comerciantes Unidos   | Julio Lores Colán   | Huaral    |  |  |
| ADT            | 4 - 1 | Unión Comercio        | Unión Tarma         | Tarma     |  |  |

| Alianza Universidad   | 1 - 1 | UTC            | Heraclio Tapia      | Huánuco  | 27 de agosto | 13:00 |
| Deportivo Llacuabamba | 3 - 2 | ADT            | Municipal de Otuzco | Otuzco   | 27 de agosto | 13:00 |
| Unión Comercio        | 2 - 1 | Unión Huaral   | Carlos Vidaurre     | Tarapoto | 27 de agosto | 13:00 |
| Comerciantes Unidos   | 1 - 1 | Sport Huancayo | Juan Maldonado      | Cutervo  | 27 de agosto | 15:30 |

## Equipos Clasificados
| Pos | Grupo A (Norte) | Grupo B (Lima y Callao) | Grupo C (Sur) | Grupo D (Centro) |
| --- | --------------- | ----------------------- | ------------- | ---------------- |
| 1.° | César Vallejo   | Universitario           | FBC Melgar    | Sport Huancayo   |
| 2.° | Carlos Stein    | Alianza Lima            | Ayacucho FC   | UTC              |

## Fase final
Las fases finales se componen de tres etapas: cuartos de final, semifinales y final. Los cuartos de final se disputarán en formato de ida y vuelta mientras que la semifinal y final será a partido único.
|  | Cuartos de final          | Cuartos de final | Cuartos de final | Cuartos de final |   |              | Semifinales | Semifinales |  |              | Final | Final |  |
|  |                           |                  |                  |                  |   |              |             |             |  |              |       |       |  |
|  |                           |                  |                  |                  |   |              |             |             |  |              |       |       |  |
|  | Universidad César Vallejo | 1                | 0                | 1 (9)            |   |              |             |             |  |              |       |       |  |
|  | Universidad César Vallejo | 1                | 0                | 1 (9)            |   |              |             |             |  |              |       |       |  |
|  | Alianza Lima              | 1                | 0                | 1 (10)           |   |              |             |             |  |              |       |       |  |
|  | Alianza Lima              | 1                | 0                | 1 (10)           |   | Alianza Lima | 3 (4)       |             |  |              |       |       |  |
|  |                           |                  |                  |                  |   | Alianza Lima | 3 (4)       |             |  |              |       |       |  |
|  |                           |                  | FBC Melgar       | 3 (3)            |   |              |             |             |  |              |       |       |  |
|  | FBC Melgar                | 4                | FBC Melgar       | 3 (3)            | 8 | 12           |             |             |  |              |       |       |  |
|  | FBC Melgar                | 4                |                  |                  |   |              |             |             |  |              |       |       |  |
|  | UTC                       | 1                | 0                | 1                |   |              |             |             |  |              |       |       |  |
|  | UTC                       | 1                | 0                | 1                |   |              |             |             |  | Alianza Lima | 1     |       |  |
|  |                           |                  |                  |                  |   |              |             |             |  | Alianza Lima | 1     |       |  |
|  |                           |                  | Ayacucho FC      | 0                |   |              |             |             |  |              |       |       |  |
|  | Universitario             | 0                | Ayacucho FC      | 0                | 2 | 2            |             |             |  |              |       |       |  |
|  | Universitario             | 0                |                  |                  |   |              |             |             |  |              |       |       |  |
|  | Ayacucho FC               | 2                | 1                | 3                |   |              |             |             |  |              |       |       |  |
|  | Ayacucho FC               | 2                | 1                | 3                |   | Ayacucho FC  | 1           |             |  |              |       |       |  |
|  |                           |                  |                  |                  |   | Ayacucho FC  | 1           |             |  |              |       |       |  |
|  |                           |                  | Sport Huancayo   | 0                |   |              |             |             |  |              |       |       |  |
|  | Sport Huancayo            | 1                | Sport Huancayo   | 0                | 4 | 5            |             |             |  |              |       |       |  |
|  | Sport Huancayo            | 1                |                  |                  |   |              |             |             |  |              |       |       |  |
|  | Carlos Stein              | 0                | 1                | 1                |   |              |             |             |  |              |       |       |  |
|  | Carlos Stein              | 0                | 1                | 1                |   |              |             |             |  |              |       |       |  |
|  |                           |                  |                  |                  |   |              |             |             |  |              |       |       |  |

Nota: En cuartos de final, el equipo que ocupa la primera línea es el que define como local.
- Los horarios corresponden al huso horario del Perú, PET (UTC-5).

### Cuartos de final
| 3 de septiembre, 10:00 | Alianza Lima | 1:1 (1:0) | Universidad César Vallejo | Club Cultural Lima, Lima |                     |
|                        | Cornejo 12'  |           | Rodríguez 49'             | Árbitro(s): Árbitro      | Árbitro(s): Árbitro |

| 10 de septiembre, 10:00 | Universidad César Vallejo | 0:0 (9:10 p.) | Alianza Lima | Villa Poeta, Trujillo |  |
|                         |                           |               |              | Árbitro(s): Árbitro   |  |

| 4 de septiembre, 15:30 | UTC | 1:4 (0:1) | FBC Melgar                           | Héroes de San Ramón, Cajamarca |                     |
|                        | 58' |           | Portugal 23', 64', 75' · Cáceres 56' | Árbitro(s): Árbitro            | Árbitro(s): Árbitro |

| 9 de septiembre, 15:00 | FBC Melgar                                                                                   | 8:0 (3:0) | UTC | Monumental UNSA, Arequipa |                     |
|                        | Cáceres 6' · Portugal 14', 59', 75' · Figueroa 45' · Cervantes 58' · Oncoy 66' · Barreda 67' |           |     | Árbitro(s): Árbitro       | Árbitro(s): Árbitro |

| 2 de septiembre, 12:00 | Ayacucho F.C.               | 2:0 (1:0) | Universitario | Ciudad de Cumaná, Ayacucho |               |
|                        | Dioses 29' · Achahuanco 68' |           |               | Árbitro(s): -              | Árbitro(s): - |

| 10 de septiembre, 11:00 | Universitario         | 2:1 (1:1) | Ayacucho F.C. | Monumental U, Lima  |                     |
|                         | Paiva 9' · Guerra 88' |           | Simón 27'     | Árbitro(s): Árbitro | Árbitro(s): Árbitro |

| 2 de septiembre, 13:00 | Carlos Stein | 0:1 | Sport Huancayo       | Municipal de Batangrande, Batangrande |                     |
|                        |              |     | Fuentes Por definir' | Árbitro(s): Árbitro                   | Árbitro(s): Árbitro |

| 9 de septiembre, 11:00 | Sport Huancayo                        | 4:1 (1:0) | Carlos Stein | Monumental de Jauja, Jauja |                     |
|                        | Almonacid 30' · Mendoza 52', 65', 88' |           | Kahn 49'     | Árbitro(s): Árbitro        | Árbitro(s): Árbitro |

### Semifinales
| 14 de septiembre, 11:00 | Alianza Lima                                                     | 3:3 (2:1) (4:3 p.)         | FBC Melgar                                                    | Segundo Aranda Torres, Huacho |                     |
|                         | Pineau 20', 33' · Del Castillo 89'                               |                            | Aguinaga 2' · Cáceres 81', 90+5'                              | Árbitro(s): Árbitro           | Árbitro(s): Árbitro |
|                         |                                                                  | Tiros desde el punto penal |                                                               |                               |                     |
|                         | Montoya · Pineau · Portales · Borletti · Del Castillo · Zamalloa |                            | Cabrera · Portugal · Barreda · Figueroa · Cáceres · Cervantes |                               |                     |

| 14 de septiembre, 15:00 | Ayacucho F.C. | 1:0 (0:0) | Sport Huancayo | Segundo Aranda Torres, Huacho |                     |
|                         | Aquino 62'    |           |                | Árbitro(s): Árbitro           | Árbitro(s): Árbitro |

### Final
| 17 de septiembre, 13:30 | Alianza Lima | 1:0 (1:0) | Ayacucho F.C. | Segundo Aranda Torres, Huacho |                     |
|                         | Pineau 35'   |           |               | Árbitro(s): Árbitro           | Árbitro(s): Árbitro |

|                      |
| Campeón Alianza Lima |
| 2.º título           |